# Craigmore Provincial Park
Craigmore Provincial Park är en park i Kanada.   Den ligger i provinsen Nova Scotia, i den östra delen av landet, 1 100 km öster om huvudstaden Ottawa. Craigmore Provincial Park ligger 21 meter över havet. Den ligger på ön Kap Bretonön.
Terrängen runt Craigmore Provincial Park är platt österut. Havet är nära Craigmore Provincial Park åt sydväst. Runt Craigmore Provincial Park är det mycket glesbefolkat, med 2 invånare per kvadratkilometer.. Närmaste större samhälle är Princeville, 14,9 km öster om Craigmore Provincial Park. 